# Castell d'Aguilar de Segarra
El Castell d'Aguilar de Segarra és un castell termenat del municipi d'Aguilar de Segarra (Bages) declarat bé cultural d'interès nacional.
Les úniques restes que es conserven són uns fragments de mur fets amb carreus ben tallats no gaire lluny de l'església de Sant Andreu. L'aspecte actual és de desolació després de la destrucció de l'església durant la guerra civil. Acabada la guerra, es va construir l'església nova de Sant Andreu, inaugurada l'abril de 1949.

## Història
L'origen del castell se situa en el sistema defensiu emprat a la Segarra en la lluita contra els sarraïns al segle x. El castell d'Aguilar és documentat ja el 983. En foren senyors els Cervera durant els segle xi i xii. Avançat el segle xiv, el paborde de la canònica de la Seu de Manresa n'adquirí la jurisdicció al rei Pere III.
El juny del 1128 concordaren "Ramon de Lavinera et filio suo Guillelmo de Aquilare", d'una part, i Pere de Riner, l'altra part; ultra els interessats, signen Guillem de Cabrera, Pere de Malacara i Ramon de Cervera. Pel seu testament, del 1182, Ramon de Cervera, marit de Ponceta, deixa al fill Guillem Icastrum de Aguilar cum suis terminis et castrum de Salavinera". Inferim que el c. d'Aguilar pertanyia aleshores a la casa de Cervera. El fogatjament del 358 al·ludeix, dins la vegueria de Cervera, "en Berenguer Molgosa del terme de Boxadors, el qual és de madona Blancha d'Aguilar per fogatge de son mas ... per tal com no és propri de senyor de dit castell" (identifiquem Molgosa amb la Molsosa). El fogatjament del 1365-1370 apunta 21 focs al "Castell Daguilar, d'esgleya (=d'església), i el fogatjat. De vers el 1381 ens assabenta que aquest c. és "del pabordre de Manresa". Segui essent-ho al S.XVII.